# Пам'ятник Тарасові Шевченку (Кременчук)
Па́м'ятник Тара́сові Шевче́нку в Кременчуці́ — пам'ятник видатному українському поету і художнику Тарасові Шевченку в Кременчуці, що знаходиться в Ювілейному парку. Встановлений 22 травня 2004 року в день перепоховання поета.

## Історія

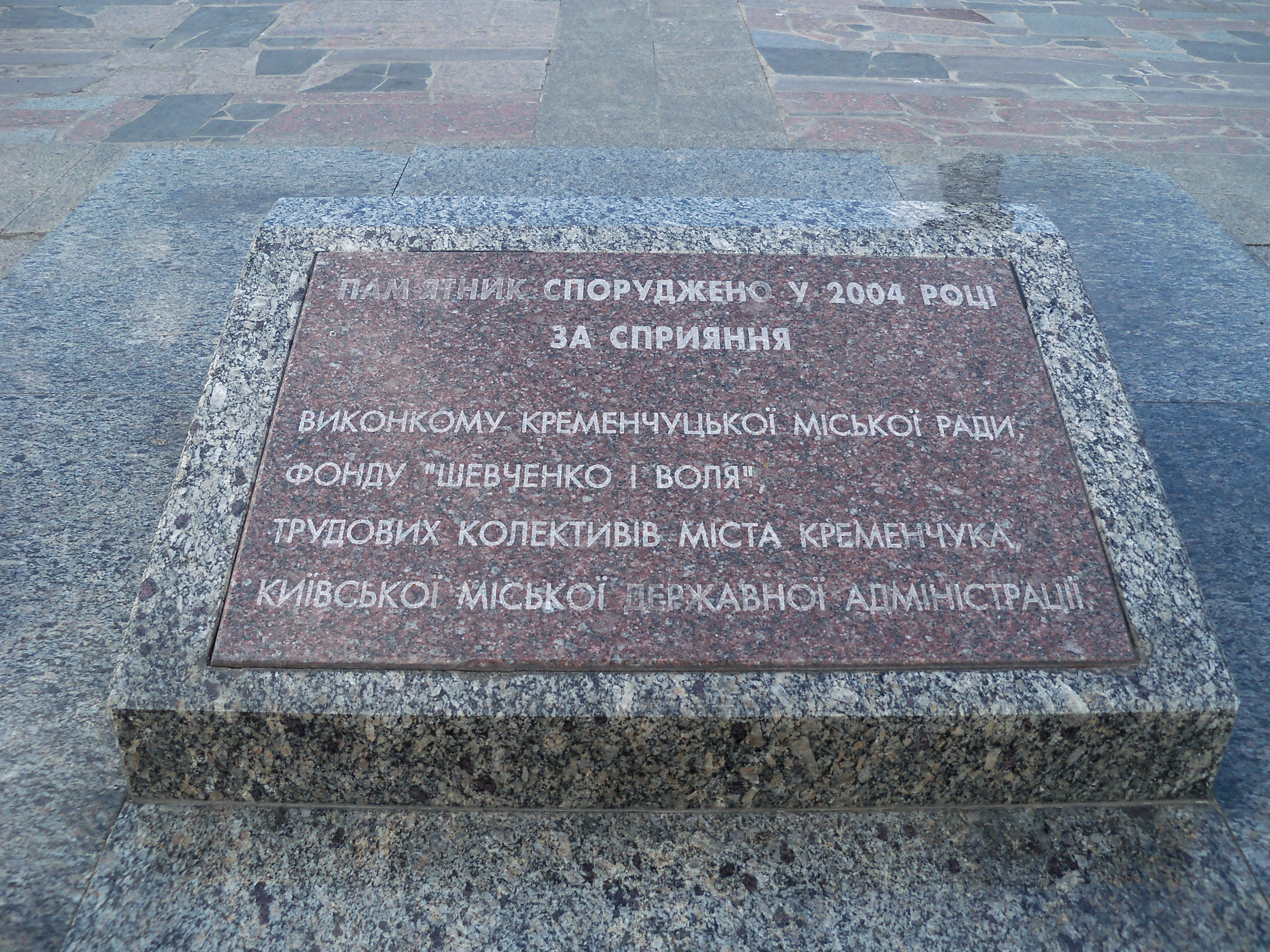
Надпис ліворуч від пам'ятника

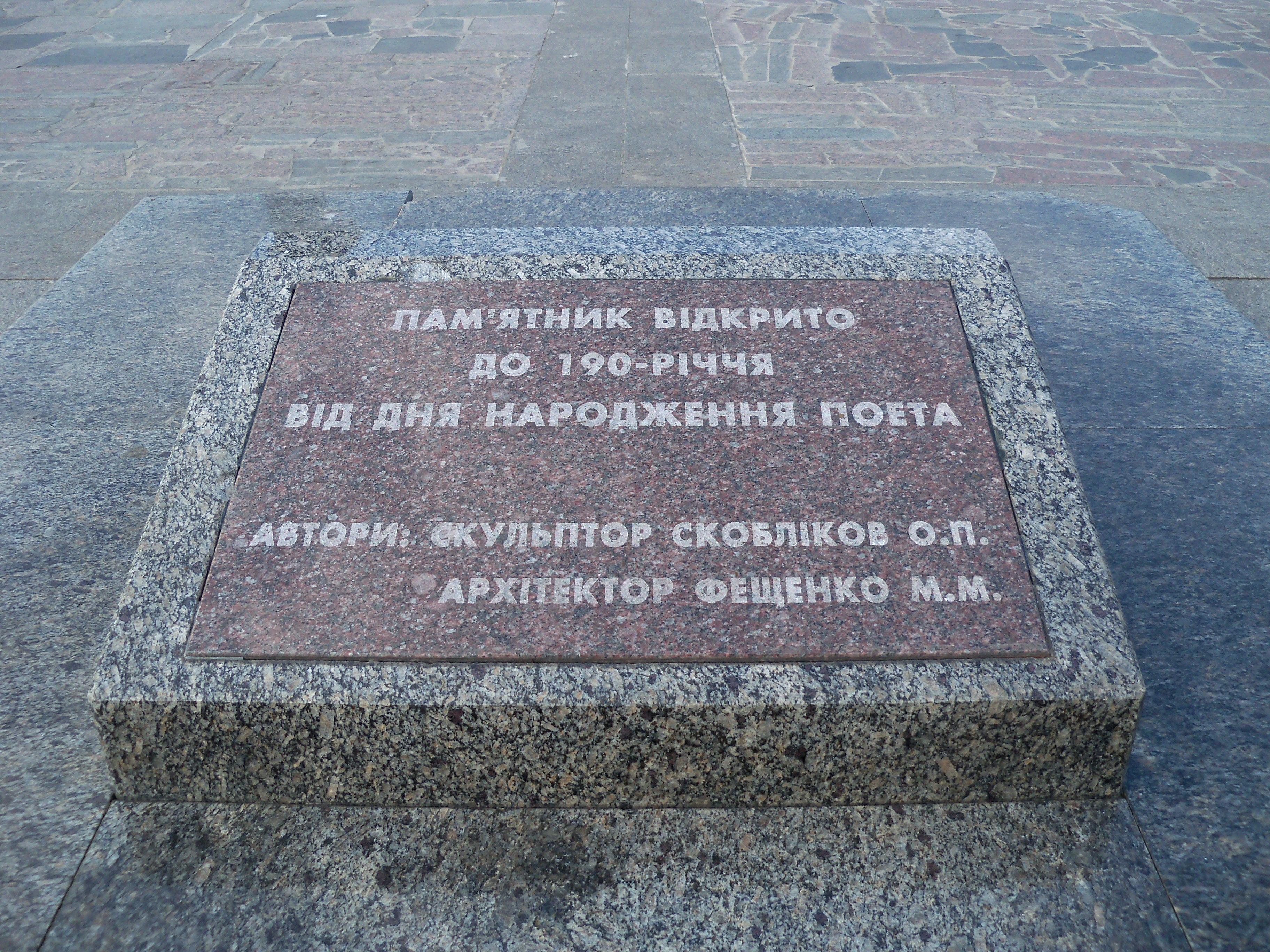
Надпис праворуч від пам'ятника

1922 року проводився конкурс на найкращий проєкт пам'ятника. Перемогу в ньому здобув твір колишнього головного архітектора міста Л. М. Шлапаковського, однак він так і не був втілений у життя. У 1980-х роках кременчужани знову повернулись до цієї ідеї, в результаті чого у березні 1989 року було відкрито пам'ятну стелу Т. Г. Шевченку (ріг вул. Соборної та Шевченка. Автори барельєфа — архітектори М. Я. Завадський, С. І. Ткаченко та скульптор В. С. Гулий).
22 лютого 1990 року було прийнято рішення міськвиконкому № 137 «Про спорудження пам'ятника Т. Г. Шевченку в Кременчуці», визначене місце для нього та встановлено пам'ятний знак (бульвар Пушкіна, біля «Промінвестбанку»). Автор горельєфа — скульптор Микола Степаненко.
У місті почалося збирання коштів. Але монумент цього разу також не був встановлений. 1994 року заклали символічний перший камінь майбутнього пам'ятника вже в іншому місці — на набережній Дніпра. І лише через 10 років по тому, у 2004 р., скульптуру нарешті було встановлено. Урочисте відкриття його відбулося до дня перепоховання поета — 22 травня 2004 р.